# Mercedes-Benz Lo 2000
Der Mercedes-Benz Lo 2000 ist ein leichtes Nutzfahrzeug der Daimler-Benz AG. L bedeutet, dass es ein Lastwagen ist, o steht für Omnibus, 2000 ist die Nutzlast in kg. Den Lo 2000 gab es somit sowohl mit Lkw-Aufbau als auch mit Omnibusaufbau. Von 1932 bis 1940 wurden im Mercedes-Benz-Werk Gaggenau 12.253 Lo 2000 gebaut, etwa 92 % davon mit dem Dieselmotor OM 59. Die übrigen Fahrzeuge werden von dem Ottomotor M 60 angetrieben.

## Hintergrund
Bis Anfang der 1930er-Jahre war der Dieselmotor als Nutzfahrzeugantrieb in Deutschland unbedeutend. Mit dem im März 1932 auf dem Genfer Autosalon vorgestellten Lo 2000 änderte sich dies: Der Lo 2000 ist der erste in nennenswerter Stückzahl produzierte Lastkraftwagen mit Dieselmotor. Zwar wurde auch ein Ottomotor angeboten, doch dank des preisgünstigeren Treibstoffs und des niedrigeren spezifischen Kraftstoffverbrauchs setzte sich der Dieselmotor durch.

## Technik
Der Lo 2000 ist ein zweiachsiges Fahrzeug, das auf einem Leiterrahmen aufgebaut ist. Er hat eine vordere und hintere Starrachse mit längs angeordneten Blattfedern, Stahlscheibenräder und Reifen der Dimension 6,5–20 oder 6–20. Die Hinterachse ist doppeltbereift. Die Bremse von Ate-Lockheed ist eine Innenbandbremse, die auf alle Räder wirkt. Gelenkt wird mit einer Schraubenlenkung, den Lo 2000 gibt es ausschließlich als Linkslenker. Das Fahrgestell wiegt 1900 kg und hat eine Tragfähigkeit von 2700 kg. Beim Lkw-Modell ist eine Pritsche mit 3500 mm × 2000 mm Fläche auf dem Fahrgestell aufgebaut.
Es wurden der Ottomotor M 60 und der Dieselmotor OM 59 angeboten. Beide Motoren leisten 40 kW (55 PS) bei 2000 min−1 und haben 3,8 l Hubraum. Die Kraft wird vom Motor über eine Einscheibentrockenkupplung auf ein unsynchronisiertes Viergangschubradgetriebe und von dort über eine Kardanwelle an die Hinterräder übertragen.

## Technische Daten

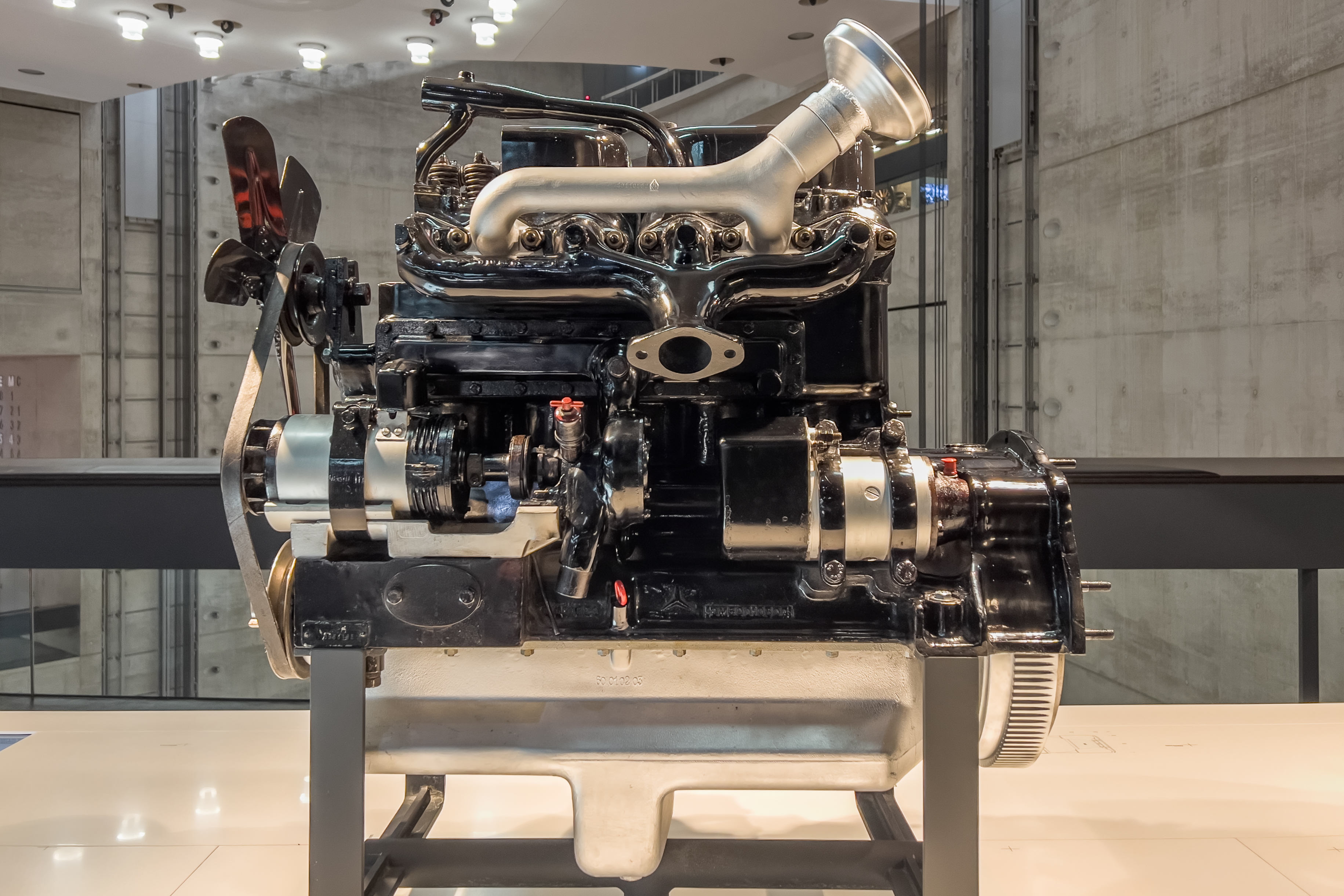
Mercedes-Benz OM 59 (Schnittmodell im Mercedes-Benz-Museum)

| Kenngrößen               | Lo 2000 Diesel                                                       |
| Motor                    | Motor                                                                |
| ------------------------ | -------------------------------------------------------------------- |
| Bezeichnung              | Mercedes-Benz OM 59                                                  |
| Typ                      | Reihenvierzylinder-Viertakt-Dieselmotor mit Vorkammereinspritzung    |
| Schmierung               | Druckumlauf                                                          |
| Kühlung                  | Flüssigkeitskühlung                                                  |
| Bohrung × Hub            | 100 × 120 mm                                                         |
| Hubraum                  | 3770 cm3                                                             |
| Verdichtungsverhältnis   | 17 : 1                                                               |
| Nennleistung             | 40 kW (55 DIN-PS) bei 2000 min−1                                     |
| Maximales Drehmoment     | keine Angabe                                                         |
| Kraftübertragung         |                                                                      |
| Kraftübertragung auf     | Hinterräder                                                          |
| Kupplung                 | Einscheibentrockenkupplung                                           |
| Getriebe                 | Viergang-Schubradgetriebe                                            |
| Getriebeübersetzungen    | 1. Gang: 5,56 2. Gang: 3,07 3. Gang: 1,80 4. Gang: 1,00 R-Gang: 6,56 |
| Achsübersetzung          | 5,40                                                                 |
| Bereifung                | 6–20                                                                 |
| Abmessungen und Gewichte |                                                                      |
| Länge                    | 6225 mm                                                              |
| Breite                   | 2140 mm                                                              |
| Höhe                     | 2100 mm                                                              |
| Radstand                 | 3800 mm                                                              |
| Spurweite vorn           | 1645 mm                                                              |
| Spurweite hinten         | 1635 mm                                                              |
| Nutzlast                 | 2000 kg                                                              |
| Fahrzeugmasse            | 2030 kg                                                              |
| Fahrgestelltragfähigkeit | 2700 kg                                                              |
| Wendekreisdurchmesser    | 14,3 m                                                               |
| Höchstgeschwindigkeit    | 65 km/h                                                              |
| Kraftstoffverbrauch      | 13 l/100 km                                                          |